# Ruth Jebet
Ruth Jebet (Kenya, 1996. november 17. –) bahreini futó, ázsiai, olimpiai és junior világbajnok. 2016-ban hazája első olimpiai aranyérmét szerezte.
Jelenleg ő tartja a 3000 méteres akadályfutás rekordját. 2014-ben a portlandi junior-világbajnokságon aranyérmet szerzett. 2018 óta el van tiltva doppingolás miatt (Eritropoetint használt).